# 長谷部優
長谷部 優（はせべ ゆう、1986年1月17日 - ）は、日本の女優。岐阜県出身。dream、DRMの元メンバーである。

## 略歴
1999年8月10日、エイベックス主催オーディション『avex dream 2000』の最終選考が行われ、松室麻衣、橘佳奈とともにグランプリを受賞。dreamを結成。
2000年1月1日、dreamのメンバーとしてシングル「Movin' on」でデビュー。
2004年2月13日、堀越高等学校を卒業。
2005年、グラビアアイドル・女優としても活動開始。
2008年7月22日、グループを脱退し女優業に専念することと、LDHへの移籍を発表。

## 人物
2019年11月23日に俳優の新田健太と結婚。2022年6月23日に第1子出産を発表した。

## 出演

### 舞台
- ハイスクール・ミュージカル（2007年6月 - 7月）
- どんずまり…（2008年9月）
- 恋愛戯曲（2009年2月） - 主演・谷山真由美 役
- 星の大地に降る涙（2009年6月 - 8月） - シーナ 役
- 殺し屋シュウ〜シュート・ミー〜（2009年9月） - 副島美加 役
- 嫌われ松子の一生（2010年4月） - 主演・川尻松子 役
- デビルマン〜不動を待ちながら〜 （2010年7月） - 牧村美樹 役
- 絢爛とか爛漫とか（2010年10月）- 野村文香 役
- 激動の時を越えて BUTLER×BATTLER〜聖夜の贈りもの〜（2010年12月） - 前川瑞希 役
- ドッカンぐらぐら（朗読劇）（2011年1月）
- 『12』〜12人の怒れる男より〜TWELVE ANGRY MEN by Reginald Rose（2011年2月） - 陪審員第2号 役
- カレーライフ（2011年5月）
- 渚のはなし（2011年8月） - 主演・渚 役
- カレーライフ（朗読劇）（2011年12月）
- 裁判長!ここは懲役4年でどうすか the stage（2012年1月）
- がんぜない瞳の殺人者（2012年4月 - 5月）
- 静かな午前 狂った午後（2012年9月）
- DRUG STORE（2013年1月）
- ラブホ（2013年1月 - 2月）
- SADAKO -誕生悲話-（2013年5月）
- CRUSHER'S Lovesong（2013年8月）
- カルセオラリア（2014年4月）
- もしも、もう一つの人生を見られたら（2014年9月） -主演
- 熱い奴ら!（2014年10月）
- Bomber-Man / 初夏の浅草の秘密（2015年7月）
- 無心（2015年10月）
- ONE LOVE（2016年1月）
- 母の桜が散った夜（2016年4月） -主演・光代（主人公作次郎の母）役
- コウの花嫁（2016年10月）
- ONE LOVE（2017年1月）
- 花魁の首（2017年7月）
- りさ子のガチ恋♡俳優沼（2017年8月）
- 心の旅人、今は秋（2017年11月 - 12月）
- 四谷怪談（2017年12月）
- コントス!（2018年1月）
- Gentle Winds 〜あの風が吹いたとき〜（2018年5月）
- 雨宿りにコーヒーを（2018年6月）
- 火消哀歌（2018年8月）
- MIRRORION（ミラリオン）（2018年11月）
- 新・僕と幻の図書館2019（2019年1月）
- 彼は誰時の桜（2019年3月 - 4月）
- Gong of Blossomeday 〜開花のゴングが鳴り響く〜（2019年5月 - 6月）
- ハルジオン（2019年8月）
- Re:turn〜過去と未来（2019年10月）
- 秋町トワイライト（2019年11月）
- クリスマスができるまで（2019年12月）
- Three Kingdoms 〜魏国編〜（2020年8月）
- イエスタデイ（2021年1月）
- INDESINENCE Case：Cold Scarlet Rakeside（2021年3月）
- ONLY SILVER FISH（2021年7月）
- この夏から一番遠い群青を探して（2021年8月）

### 映画
- 痴漢男（2005年、トルネード・フィルム） - 天野結花 (カンチ) 役
- 真夜中の少女たち 第2話 ベットタウンドールズ（2006年、デジタルサイト株式会社） - 田中晶 役
- バックダンサーズ! （2006年、ギャガ・コミュニケーションズ配給、全国松竹・東急系） - 長部樹里 役
- Girl's BOX ラバーズ☆ハイ（2008年、バイオタイド配給） - 優亜 役
- TOGETHER（2009年） - 中村百合 役
- CLUB NICOLA（2011年、ニコファーレ）

### テレビドラマ
- mahora☆ -まほらのほし-（2005年、日本海テレビ） - 赤座レイナ 役
- 彼らの海・VII Wish On The Polestar（2005年、テレビ熊本・フジテレビ） - 小山亜美 役
- Girl's BOX「いもうと」（2005年、BS-i） - 明日香 役
- 恋する!?キャバ嬢（2006年、テレビ東京） - 主演・桃乃杏奈 (森山満里子) 役
- 音女（2008年、テレビ朝日）
- 九十九〜TUKUMO〜（2009年、BS-i） - 安野真理恵 役
- インディゴの夜（2010年、東海テレビ） - 小森貴子 役
- ハンマーセッション! 第7話（2010年、TBS） - 亜矢 役
- 月曜ゴールデン「船上パーサー・氷室夏子 豪華フェリー殺人事件」（2012年、TBS） - 河又栄子 役
- カウンターのふたり 第6話「雨やどりの午後」（2012年、BS12）
- フレネミー -どぶねずみの街-（2013年、日本テレビ） - 西口久美子 役
- 山本周五郎人情時代劇 第5話「追いついた夢」（2015年、BSジャパン） - おけい 役
- ラブホ! 第1話「レンタカレ」（2017年、フジテレビTWO） - 水村ひとみ 役
- ＃ハッシュタグ (2018年、TOKYO MX） - 香織 役
- 東京独身男子 第4話（2019年、テレビ朝日） - サヤカ 役

### 配信ドラマ
- 医師 問題無ノ介2（2016年12月、dTV）

### テレビ番組
- プリン・ス（2005年、日本テレビ）
- OUT★PUT（2005年 - 2006年、テレビ東京）
- 69★TRIBE ロック族（2006年、フジテレビ）
- ハジメちゃん〜あなたの大人年齢は?〜（2006年、朝日放送）
- Girl's BOX TV（2007年、BS日テレ）
- 速報!バトル☆メン（2011年 - 2012年、FIGHTING TV サムライ）

### ラジオ
- ゴチャ・まぜっ!水曜日（2005年 - 2007年、MBSラジオ）
- TWILIGHT MAGIC（2018年7月12日 - 2024年6月27日、エフエム岐阜） - 木曜パーソナリティ(不定期)
- CHERRING YOU! ～Have Dreams～（2018年7月 - 、エフエム岐阜） - 木曜昼(12:49 - 12:52)ローカル枠(Otona no Radio Alexandria内)での放送[注 1]

### DVD
- natural（2005年、GIRLS RECORD）
- move in I Love YU（2005年、ワニブックス）
- Dramatic Space（2007年、GIRLS RECORD）

### 広告
- 不正改造車を排除する運動（2005年、国土交通省）
- ディーゼル黒船キャンペーン（2005年、国土交通省）

### ミュージックビデオ
- BREATHE「合鍵」（2011年）
- ケツメイシ「moyamoya」（2012年）

## 書籍

### 写真集
- YU&I（2005年3月、角川書店）ISBN 4047215317
- I LOVE YU（2005年7月、ワニブックス）ISBN 4847028767
- Talk to…twelve flowers（2006年12月、角川ザテレビジョン）ISBN 4048944819

### カレンダー
- 長谷部優 2006年度 カレンダー（2005年、トライエックス）

## 作品

### コンピレーション・音楽CD
| 発売日        | 商品名                                | 歌       | 楽曲                           | 備考                            |
| ------------- | ------------------------------------- | -------- | ------------------------------ | ------------------------------- |
| 2006年8月23日 | バックダンサーズ! Original Soundtrack | 長谷部優 | 「identity」                   | 映画『バックダンサーズ!』劇中歌 |
| 2007年7月11日 | LOVERS HIGH                           | 金魚     | 「LOVERS HIGH」                |                                 |
| 2007年7月11日 | LOVERS HIGH                           | 長谷部優 | 「LOVERS HIGH [長谷部優ver.]」 |                                 |

### 音源配信
| 配信日       | 楽曲         | 歌                 | 備考                       |
| ------------ | ------------ | ------------------ | -------------------------- |
| 2020年4月7日 | 「染井吉野」 | 長谷部優、嘉陽愛子 | 舞台『彼は誰時の桜』主題歌 |